# Hassan (arrondissement)
Pour les articles homonymes, voir Hassan.
Hassan est un des 5 arrondissements de la Commune de Rabat, elle-même située au sein de la préfecture de Rabat.  
Il a connu, de 1994 à 2004, une baisse de population, passant de 146 488 à 128 425 habitants.   En 2024, sa population atteint 92 545 habitants.    
L'arrondissement dispose d'une page facebook pour communiquer.    
Depuis les élections communales de 2021, le président de l'arrondissement Hassan est Driss Razi  (ادريس الرازي)  

## Élections communales de 2021
Au lendemain des élections 2021, le président d'arrondissement Hassan devient Driss Razi (ادريس الرازي)
| Liste des élus locaux de Hassan (Cette liste n'est pas exhaustive !) | Liste des élus locaux de Hassan (Cette liste n'est pas exhaustive !) | Liste des élus locaux de Hassan (Cette liste n'est pas exhaustive !)                                                 |
| -------------------------------------------------------------------- | -------------------------------------------------------------------- | --- |
| Driss Razi                                                           | ادريس الرازي                                                         | Président de l'arrondissement Hassan                                                                                 |
| Asmaa Rhlalou                                                        | اسماء غلالو                                                          | Présidente de la Commune Urbaine de Rabat. Membre du Conseil de Hassan.                                              |
| Hicham Akmahi                                                        | هشام اقمحي                                                           | Membre du Conseil du Quartier                                                                                        |
| Nassima Chaouki                                                      | نسيمة شوقي                                                           | Membre du Conseil du Quartier                                                                                        |
|                                                                      | محمد ايد بركة                                                        | Membre du Conseil du Quartier                                                                                        |
| Qamar El Ouazanni                                                    | قمر الزويتي                                                          | Membre du Conseil du Quartier                                                                                        |
| Said Ait Chafi                                                       | سعيد ايت الشفي                                                       | Membre du Conseil du Quartier                                                                                        |
| Siham Daghmi                                                         | سهام الذغمي                                                          | Membre du Conseil du Quartier                                                                                        |
| Allal Smane                                                          | علال سمان                                                            | Membre du Conseil du Quartier                                                                                        |
| Radouane Abou Taleb                                                  | رضوان ابوطالب                                                        | Membre du Conseil du Quartier                                                                                        |
| Abderahim Masehaf                                                    | عبد الرحيم مساعف                                                     | Membre du Conseil du Quartier                                                                                        |
|                                                                      | مينة حوجي                                                            | Membre du Conseil du Quartier                                                                                        |
|                                                                      | محمد مجيد خلوة                                                       | Membre du Conseil du Quartier                                                                                        |
|                                                                      | لمياء العلوي المدغري                                                 | Membre du Conseil du Quartier                                                                                        |
| Mohamed Jamal El Jirari                                              | محمد جمال الجراري                                                    | Membre du Conseil du Quartier                                                                                        |
|                                                                      | خالد مجاور                                                           | Membre du Conseil du Quartier                                                                                        |
|                                                                      | للا امينة السباعي                                                    | Membre du Conseil du Quartier                                                                                        |
|                                                                      | سمير المنتهي                                                         | Membre du Conseil du Quartier                                                                                        |
| Naoual Qassmi                                                        | نوال قاسمي                                                           | Membre du Conseil du Quartier                                                                                        |
| Said Masdaq                                                          | سعيد مصدق                                                            | Membre du Conseil du Quartier                                                                                        |
|                                                                      | نبيل الدخش                                                           | Membre du Conseil du Quartier                                                                                        |
|                                                                      | نجاة عزمي                                                            | Membre du Conseil du Quartier                                                                                        |
|                                                                      | سعد كعير                                                             | Membre du Conseil du Quartier                                                                                        |
|                                                                      | اسيا بنعبد القادر                                                    | Membre du Conseil du Quartier                                                                                        |
|                                                                      | انس الدحموني                                                         | Membre du Conseil du Quartier                                                                                        |
|                                                                      | سعاد زخنيني                                                          | Membre du Conseil du Quartier                                                                                        |
|                                                                      | خالد بنعبود                                                          | Membre du Conseil du Quartier. Il rejoint le Ministère de la Jeunesse lorsque son parti (PAM) entre au Gouvernement. |
|                                                                      | فاطمة الصالحي                                                        | Membre du Conseil du Quartier                                                                                        |
|                                                                      | يونس جملي                                                            | Membre du Conseil du Quartier                                                                                        |
|                                                                      | فاطمة بنعمي                                                          | Membre du Conseil du Quartier                                                                                        |
|                                                                      | يحي مقدمي                                                            | Membre du Conseil du Quartier                                                                                        |
|                                                                      | عبد الحق المامون                                                     | Membre du Conseil du Quartier                                                                                        |
| Mohamed Maarouf                                                      | محمد معروف                                                           | Membre du Conseil du Quartier                                                                                        |
| Khalid Arsalane                                                      | خالد ارسلان                                                          | Membre du Conseil du Quartier                                                                                        |
| Said Moussa                                                          | سعيد موس                                                             | Membre du Conseil du Quartier                                                                                        |
|                                                                      | عزالدين شرايبي                                                       | Membre du Conseil du Quartier                                                                                        |